# Sagan om Karl-Bertil Jonssons julafton (film, 2021)
Sagan om Karl-Bertil Jonssons julafton är en svensk julfilm från 2021. Den är regisserad av Hannes Holm, med Simon Larson som gör huvudrollen som Karl-Bertil, medan Jonas Karlsson och Jennie Silfverhjelm spelar hans föräldrar. Filmen är en spelfilmsversion av Tage Danielssons och Per Åhlins animerade kortfilm Sagan om Karl-Bertil Jonssons julafton från 1975, som i sin tur byggde på en berättelse skriven av Danielsson 1964.
Filmen hade premiär i Sverige den 12 november 2021, utgiven av SF Studios.

## Handling
Direktörssonen Karl-Bertil Jonsson drömmer om att få göra en god gärning och hjälpa de fattiga som sin idol Robin Hood. På sitt extraknäck på posten väljer han med hjälp av sin fars taxeringskalender ut paket till direktörer, fabriksägare och andra som tjänar mer än 50 000 kronor om året. Han tar paket till dessa i en särskild påse som han sedan tar hem. Iklädd en allt för stor jultomtedräkt delar Karl-Bertil ut alla paketen han stulit till de fattiga i slumkvarteren.
Hans far Tyko Jonsson inser att han av misstag skänkt en summa pengar till ett fattigt barnhem hela året när han får ett brev att han tilldelats en medalj som välgörare. På barnhemmet bor Vera som skickats av sin mamma för att undkomma kriget tillsammans med sin lillasyster Esther. Esther riskerar att adopteras bort, och överlämningen ska göras på den gala där Tyko Jonsson ska få medaljen. I sista stund kommer barnens mamma och tar hand om dem.
Tyko Jonsson har fått reda på att Karl-Bertil gett bort paketen. Han tvingar Karl-Bertil att följa med till dem som skulle fått paketen och  be om ursäkt. Oväntat nog är de tacksamma och hyllar Karl-Bertil för hans goda gärningar.

## Rollista (i urval)
- Jonas Karlsson – Tyko Jonsson
- Jennie Silfverhjelm – Marianne Jonsson
- Simon Larson – Karl-Bertil Jonsson
  - Claes Månsson – Karl-Bertil Jonsson som gammal
- Sonja Holm – Vera
  - Anna Bjelkerud – Vera som gammal & berättarrösten[4]
- Philip Kuub Olsen – Oskar
- Vanna Rosenberg – fru Hedqvist
- Filip Berg – Ruben
- Ingela Olsson – Laura Berntsson
- Adam Pålsson – Robin Hood
- Josefin Neldén – butikskontrollant
- Carla Sehn – Beata
- Dag Malmberg – byrådirektör H.K. Bergdahl
- Lotta Ramel – fru Bergdahl
- Josephine Bauer – Veras mamma
- Jesper Malm – konstapel
- Ruben Lopez – dr Wentzel
- Sigrid Johnson – Tuija

## Om filmen
Inspelningarna inleddes i Göteborg hösten 2020; några av inspelningsplatserna var Börshuset och herrgården Kastenhof i Lerum.

## Mottagande
Filmen mottog i allmänhet positiva recensioner från såväl kritiker som publik. Kulturnyheterna kallade filmen "årets bästa julfilm" och i Svenska dagbladet beskrevs filmen som "en äkta julfilm" medan Aftonbladet och Dagens Nyheter beskrev filmen som "stillastående" och "seg som knäck". Andra recensenter som Sydsvenskan och Moviezine beskrev filmen som "habil och stabil", en "kärleksfull hyllning" med "småputtrig julstämning".
Filmen fick ett slutbetyg på 3,3 på Kritiker.se.
Sagan om Karl-Bertil Jonssons sågs av 145 507 biobesökare i Sverige 2021 vilket gjorde det till den nionde mest sedda filmen på bio och den näst mest sedda svenska filmen på bio det året efter Sune – Uppdrag midsommar.

## Utgivning
Den 7 november 2022 utgavs filmen på DVD och digitalt.

## Utmärkelser
- 2022 – Guldbaggen för bästa manliga huvudroll[16]
- 2022 – Guldbaggen för bästa kvinnliga biroll[16]
- 2022 – Guldbaggen för bästa produktionsdesign[16]